# Петер Биргер
Петер Биргер (Хамбург, 6. децембар 1936 — Берлин, 11. август 2017) био је немачки теоретичар књижевности. Предавао је на катедри за романистику на Универзитету у Бремену. Његови теоријски радови били су под снажним утицајем Теодора Адорна и франкфуртске школе. Најпознатији је по књизи „Теорија авангарде” (Theorie der Avantgarde) из 1974, која је извршила велики утицај на разумевање појма авангарде и њеног значаја за развој уметности.

## Теорија авангарде
Биргер је најпознатији по књизи „Теорија авангарде”, која је објављена 1974. Он у њој прави разлику између историјске авангарде и неоавангарде. Историјску авангарду одређује као историјски завршен пројекат, специфичан за рани двадесети век, у којем су се јавиле различите уметничке праксе (дадаизам, надреализам, футуризам, итд). У средиштву авангардних покрета била су два принципа „напад на институцију уметности” и „револуционизовање целине живота”. Под синтагмом институција уметности Биргер подразумева. „уметнички производни и дистрибутивни апарат, као и владајуће представе о уметности које у једној епохи суштински одређују рецепцију“, тако да је напад авангардиста на институцију уметности био усмерен „против апарата дистрибуције, којем је уметничко дело подређено и против статуса уметности у грађанском друштву, статуса описаног појмом аутономије”. Напад на институцију уметности коју су авангардисти спровели, не сме се разумети као захтев за укидање уметности и самог естетског, већ како то Биргер истиче, ослањајући се на Хегела, за њеним превладавањем (Aufhebung).
Експерименталне тенденције уметности након Другог светског рата често покушавају да се надовежу на наслеђе историјске авангарде те се неретко називају неоавангардом. Међутим, контекст у којима се неоавангарда јавља је битно другачији. Биргер истиче да неоавангарда није усмерена ни на напад институцује уметности, ни на враћање уметности у оквире животне праксе, већ је интегрисана у капиталистичке обрасце и подржава грађанско схватање уметности, која је временом успешно интегрисала све авангардне стратегије шока као легитимне облике уметничке праксе.